# Myagrus ornatus
Myagrus ornatus är en skalbaggsart som beskrevs av Fisher 1935. Myagrus ornatus ingår i släktet Myagrus och familjen långhorningar. Inga underarter finns listade i Catalogue of Life.